# Bazinul Tarim

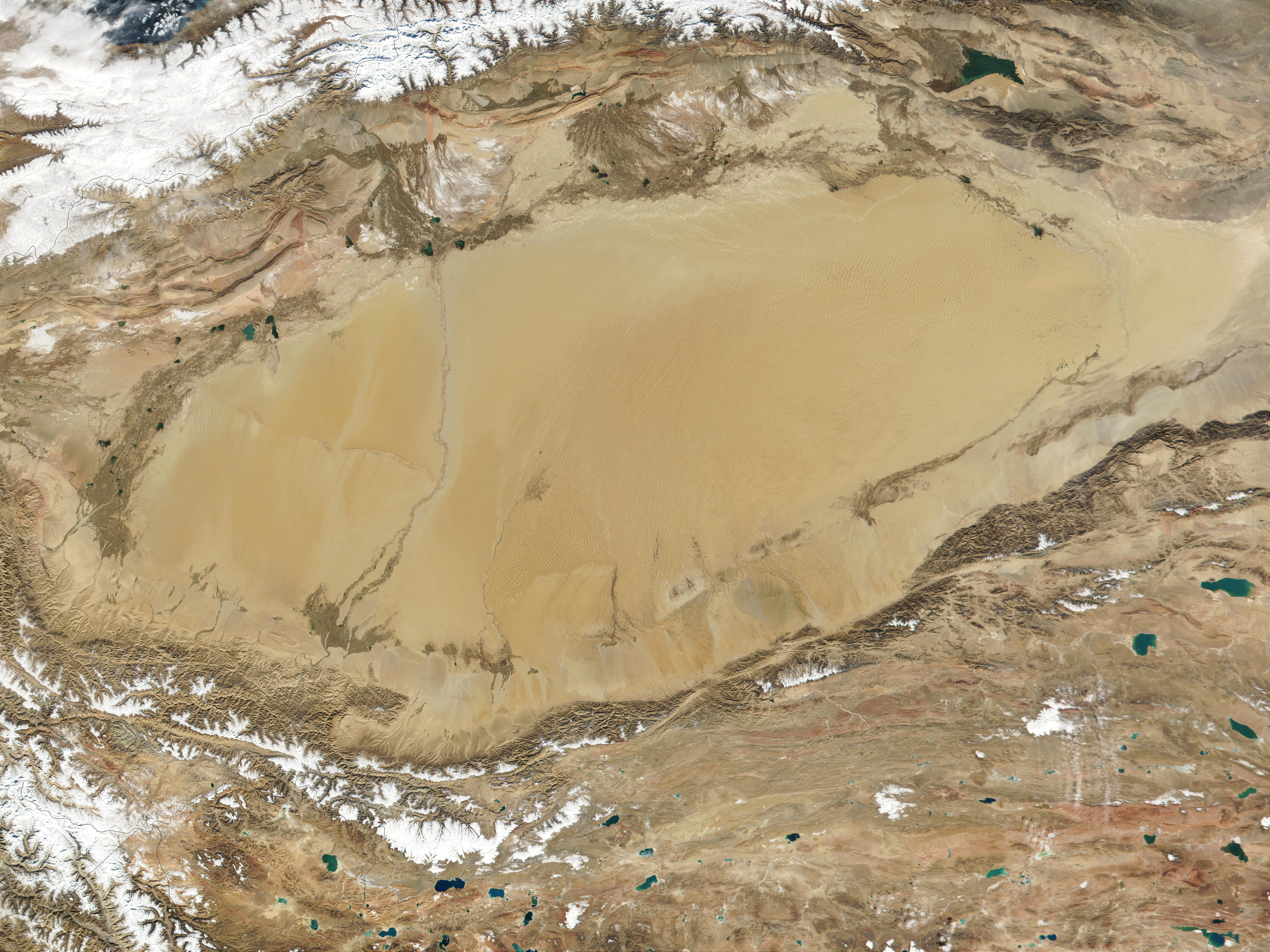
Vedere din satelit Bazinul Tarim/ depresiunea Tarim cu deșertul Taklamakan la sud se află munții Gebirge Kunlun Shan și la nord-vest marginea Podișului Tibet (NASA/MODIS, Okt. 2001)

Depresiunea Tarim se află în partea de nord șfiind punctul cel mai vestic din China, Asia Centrală, având o suprafață de  530.000 km².

## Geografie
Depresiunea se află pe teritoriul regiunii autonome Xinjiang, este lipsită spre în afară de scurgeri de apă, având o întindere pe direcția est-vest de ca, 1500 km lungime, iar lățimea este de 600 km pe direcția nord-sud. Altitudinea depresiune variază între 780 m la est cu regiunea lacului Lop Nor, iar în sud având 1410 m înălțime procincia Hotan Khotan).

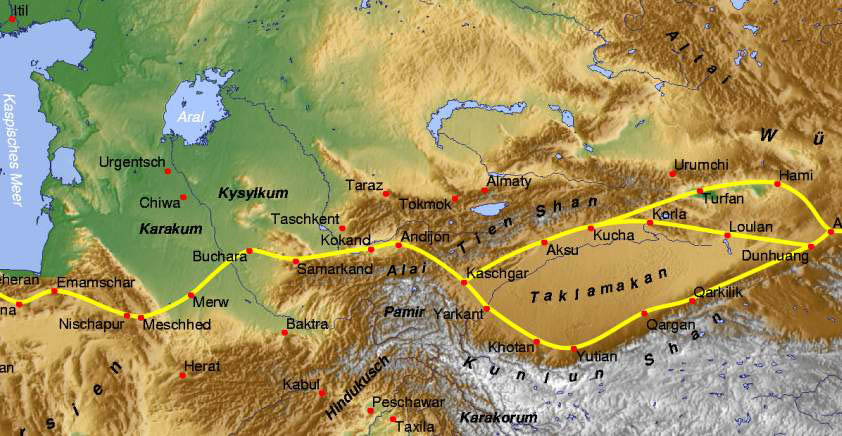
Asia Centrală cu Drumul mătăsii

La marginea de est spre Mongolia munții sunt mai puțin înalți, pe când nord munții Tienschan (Dschengisch Tschokusu, au altitudinea de 7.439 m deasupra n.m., în se află Pamirul cu (Pik Ismoil Somoni, 7.495 m), iar la sud-vest  Karakorum (K2, 8.611 m) pe când la sud Kunlun (Kongur, 7.719 m).
In centrul depresiunii Tarim se întinde pe direcția est-vest deșertul Taklamakan, un deșert cu o climă fiebinte, precipitații sărace, o regiune deosebit de uscată.